# Porosorotalia
Porosorotalia es un género de foraminífero bentónico de la subfamilia Notorotaliinae, de la familia Elphidiidae, de la superfamilia Rotalioidea, del suborden Rotaliina y del orden Rotaliida. Su especie tipo es Notorotalia clarki. Su rango cronoestratigráfico abarca desde el Mioceno medio hasta el Plioceno inferior.

## Discusión
Clasificaciones más modernas incluyen Porosorotalia en la Familia Notorotaliidae.

## Clasificación
Porosorotalia incluye a las siguientes especies:
- Porosorotalia clarki †
- Porosorotalia subbotinae †
- Porosorotalia voloshinovae †